# Уачо
Уачо (ісп. Huacho; кеч. Wachu) — місто в Перу в провінції Уаура в регіоні Ліма. У місті проживає 100 700 осіб. Через місто проходить Панамериканське шосе.

## Географія
Місто знаходиться на узбережжі Тихого океану за 148 км на північ від Ліми поблизу гирла річки Уаура.

### Клімат
Місто знаходиться у зоні, котра характеризується кліматом помірних степів та напівпустель. Найтепліший місяць — лютий із середньою температурою 22.2 °C (72 °F). Найхолодніший місяць — серпень, із середньою температурою 16.2 °С (61.2 °F).
| Клімат Уачо             | Клімат Уачо | Клімат Уачо | Клімат Уачо | Клімат Уачо | Клімат Уачо | Клімат Уачо | Клімат Уачо | Клімат Уачо | Клімат Уачо | Клімат Уачо | Клімат Уачо | Клімат Уачо | Клімат Уачо |
| Показник                | Січ.        | Лют.        | Бер.        | Квіт.       | Трав.       | Черв.       | Лип.        | Серп.       | Вер.        | Жовт.       | Лист.       | Груд.       | Рік         |
| Середня температура, °C | 21,5        | 22,2        | 21,9        | 20,5        | 18,5        | 17,3        | 16,7        | 16,2        | 16,3        | 17          | 18,3        | 19,7        | 18,8        |
| Норма опадів, мм        | 0.4         | 0.4         | 0.4         | 0.3         | 0.5         | 0.5         | 0.5         | 0.6         | 0.5         | 0.3         | 0.3         | 0.2         | 4.9         |
| Днів з опадами          | 4,4         | 3,8         | 3,4         | 3           | 3,3         | 2,1         | 2,5         | 2,4         | 2,8         | 3,2         | 2,9         | 3,4         | 37,2        |
| Вологість повітря, %    | 83.8        | 82.9        | 84.9        | 84.7        | 86.7        | 83.8        | 87          | 87.9        | 88.1        | 86.8        | 84.4        | 84.4        | 85.5        |
| ----------------------- | ----------- | ----------- | ----------- | ----------- | ----------- | ----------- | ----------- | ----------- | ----------- | ----------- | ----------- | ----------- | ----------- |
| Джерело: Weatherbase    |             |             |             |             |             |             |             |             |             |             |             |             |             |

## Історія
Віце-король Перу Франсиско де Толедо заснував місто Уачо для розселення різних індіанських племен айлус. Нове поселення було розташоване близько бухти Гуачо і отримало назву Сан-Бартоломе-де-Гуачо.
У 1774 році віце-король Хосе Антоніо де Мендоса присвоїв селищу Уачо статус міста, після чого в місті була побудована головна площа.
Під час війни за незалежність Перу в Уачо розміщувалися члени визвольного руху очолюваного Хосе де Сан-Мартіном.
У 1892 році в місті запрацював трамвай на тваринній тязі, використовувалися мули і коні. З 1920-30 років всі лінії трамвая були електрифіковані, таким чином Уачо стало другим після Ліми містом в Перу де з'явився трамвай на електричній тязі.
В 1911 році в Уачо був розташований офіс північно-західної залізниці Перу.

## Економіка
У районі міста діють нафто і бавовнопереробні підприємства. Вирощується рис, бавовна, цукровий очерет і різні зернові культури.
За 30 кілометрів від міста ведеться видобуток солі в місцевості званій Лас-Салінас-де-Уачо.
У Уачо розташований порт в якому базуються риболовецькі судна, а також фабрики з обробки риби.
У місті працює найбільше на півночі Перу підприємство з переробки цукру, на ньому працює близько 2000 осіб, крім цукру підприємство виробляє алкоголь. Іншим важливим підприємством міста є птахоферма, курчата цієї ферми поставляються в кілька сусідніх провінцій.
З туристичною метою місто відвідують як перуанці так і громадяни іноземних держав .

## Фото

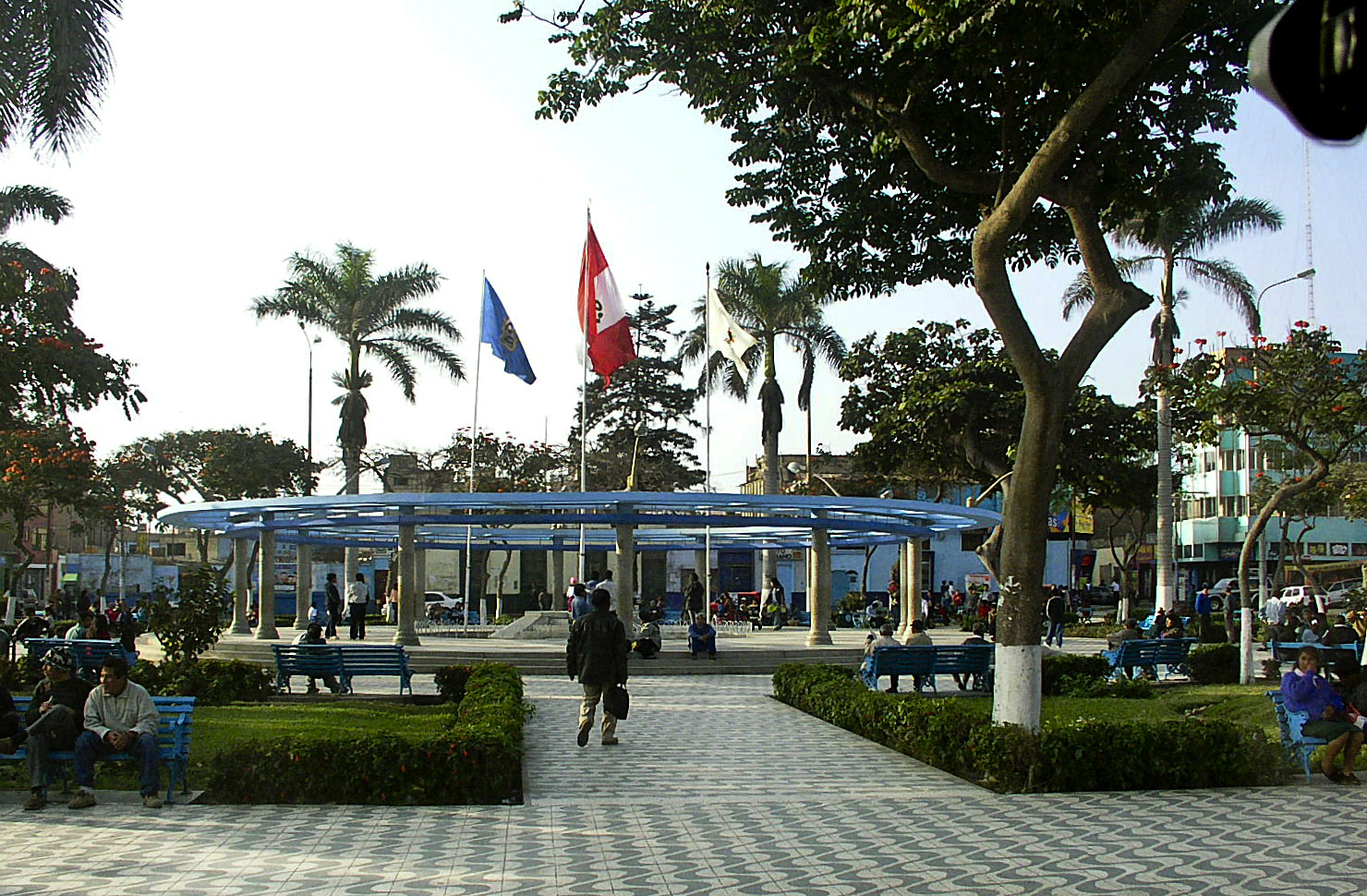
Міська площа
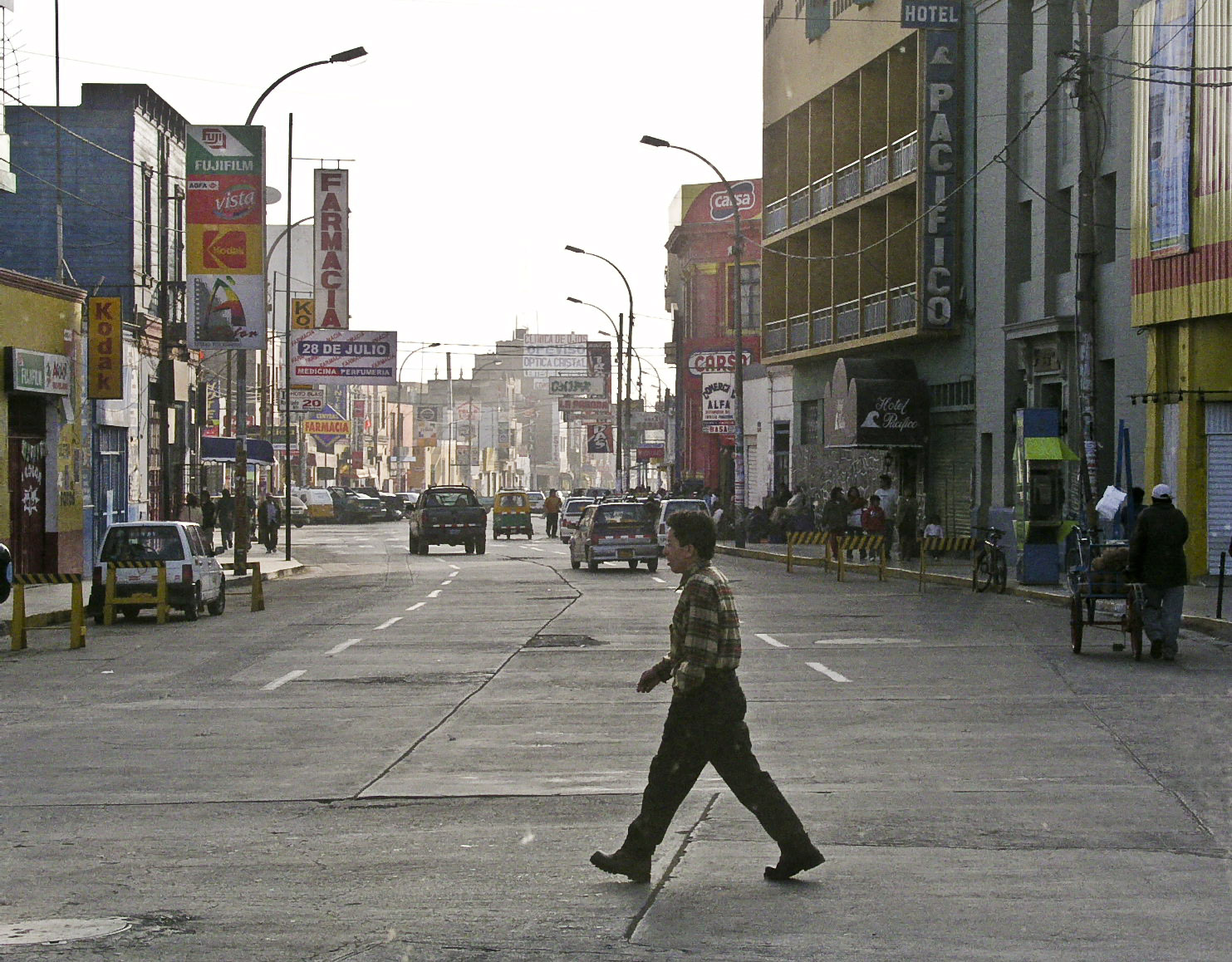
Вид на вулицю міста